# Guérard (Seine-et-Marne)
Pour les articles homonymes, voir Guérard.
Guérard est une commune française située dans le département de Seine-et-Marne en région Île-de-France.

## Géographie

### Localisation
Le village est situé à environ 6,5 km par la route, à l'ouest de Pommeuse.
La commune s'étend de part et d'autre d'un gué, seul endroit alentour où l'on pouvait traverser le Grand Morin à pied.

### Communes limitrophes
| Crécy-la-Chapelle               |              | Maisoncelles-en-Brie |
| Tigeaux                         | Guérard      | Pommeuse             |
| Dammartin-sur-Tigeaux, Mortcerf | Hautefeuille | La Celle-sur-Morin   |

### Géologie et relief
L'altitude de la commune varie de 50 mètres à 153 mètres pour le point le plus haut, le centre du bourg se situant à environ 64 mètres d'altitude (mairie). Elle est classée en zone de sismicité 1, correspondant à une sismicité très faible.

### Hydrographie

#### Réseau hydrographique

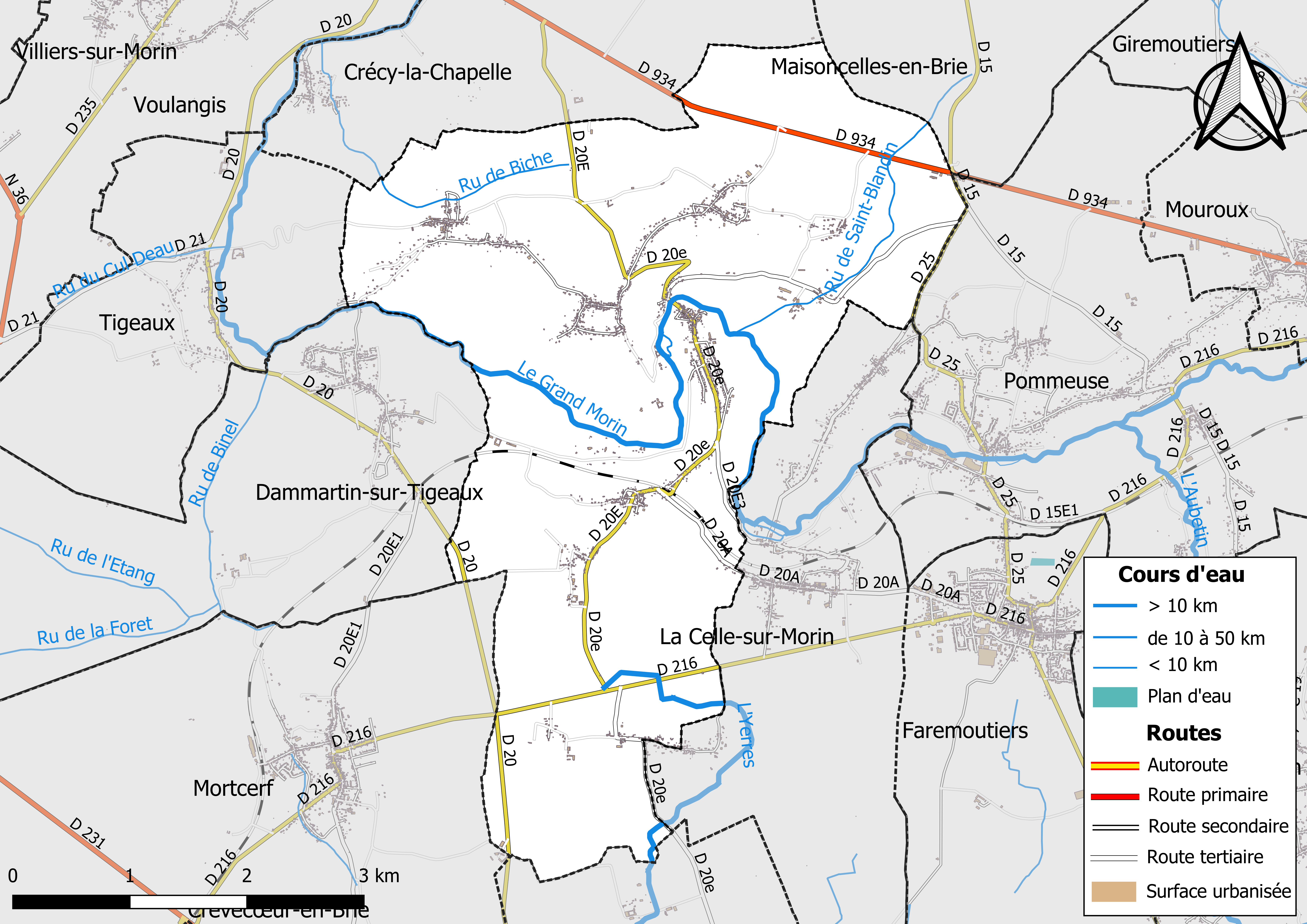
Carte des réseaux hydrographique et routier de Guérard.

Le réseau hydrographique de la commune se compose de cinq cours d'eau référencés :
- la rivière l’Yerres, longue de 98,23 km[4], affluent en rive droite de la Seine ;
- la rivière le Grand Morin[Note 2], longue de 118,16 km[5], affluent en rive gauche de la Marne, ainsi que :
  - un bras de 0,31 km[6] ;
  - le ru de Biche, 3,23 km[7] ;
  - le ru de Saint-Blandin, 3,40 km[8].

La longueur totale des cours d'eau sur la commune est de 11,95 km.

#### Gestion des cours d'eau
Afin d’atteindre le bon état des eaux imposé par la Directive-cadre sur l'eau du 23 octobre 2000, plusieurs outils de gestion intégrée s’articulent à différentes échelles : le SDAGE, à l’échelle du bassin hydrographique, et le SAGE, à l’échelle locale. Ce dernier fixe les objectifs généraux d’utilisation, de mise en valeur et de protection quantitative et qualitative des ressources en eau superficielle et souterraine. Le département de Seine-et-Marne est couvert par six SAGE, au sein du bassin Seine-Normandie. La commune fait partie de deux SAGE : « Yerres » et « Petit et Grand Morin ».
Le SAGE « Yerres » a été approuvé le 13 octobre 2011. Il correspond au bassin versant de l’Yerres, d'une superficie de 1 017 km2, parcouru par un réseau hydrographique de 450 kilomètres de long environ, répartis entre le cours de l’Yerres et ses affluents principaux que sont : le ru de l'Étang de Beuvron, la Visandre, l’Yvron, le Bréon, l’Avon, la Marsange, la Barbançonne, le Réveillon. Le pilotage et l’animation du SAGE sont assurés par le syndicat mixte pour l’Assainissement et la Gestion des eaux du bassin versant de l’Yerres (SYAGE), qualifié de « structure porteuse ».
Le SAGE « Petit et Grand Morin » a été approuvé le 21 octobre 2016. Il comprend les bassins du Petit Morin (630 km2) et du Grand Morin (1 185 km2). Le pilotage et l’animation du SAGE sont assurés par le syndicat Mixte d'Aménagement et de Gestion des Eaux (SMAGE) des 2 Morin, qualifié de « structure porteuse ».

### Climat
Pour des articles plus généraux, voir Climat de l'Île-de-France et Climat de Seine-et-Marne.
En 2010, le climat de la commune est de type climat océanique dégradé des plaines du Centre et du Nord, selon une étude du CNRS s'appuyant sur une série de données couvrant la période 1971-2000. En 2020, Météo-France publie une typologie des climats de la France métropolitaine dans laquelle la commune est exposée à un climat océanique altéré et est dans la région climatique Nord-est du bassin Parisien, caractérisée par un ensoleillement médiocre, une pluviométrie moyenne régulièrement répartie au cours de l’année et un hiver froid (3 °C).
Pour la période 1971-2000, la température annuelle moyenne est de 11,1 °C, avec une amplitude thermique annuelle de 15,3 °C. Le cumul annuel moyen de précipitations est de 733 mm, avec 11,3 jours de précipitations en janvier et 7,7 jours en juillet. Pour la période 1991-2020, la température moyenne annuelle observée sur la station météorologique la plus proche, située sur la commune de Mouroux à 6 km à vol d'oiseau, est de 11,3 °C et le cumul annuel moyen de précipitations est de 721,3 mm,. Pour l'avenir, les paramètres climatiques de la commune estimés pour 2050 selon différents scénarios d'émission de gaz à effet de serre sont consultables sur un site dédié publié par Météo-France en novembre 2022.

### Milieux naturels et biodiversité

#### Réseau Natura 2000

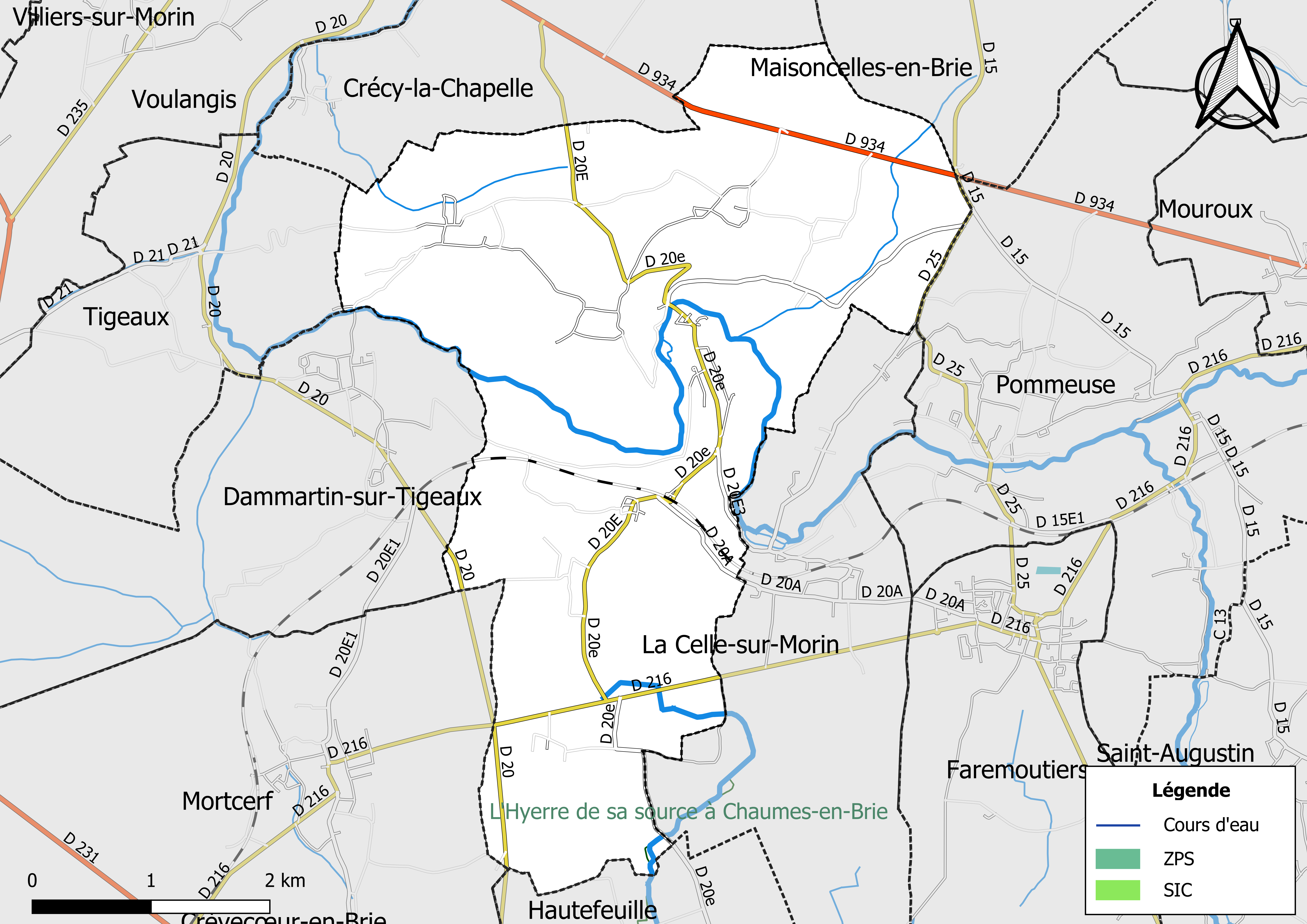
Sites Natura 2000 sur le territoire communal.

Le réseau Natura 2000 est un réseau écologique européen de sites naturels d’intérêt écologique élaboré à partir des Directives « Habitats » et « Oiseaux ». Ce réseau est constitué de Zones spéciales de conservation (ZSC) et de Zones de protection spéciale (ZPS). Dans les zones de ce réseau, les États Membres s'engagent à maintenir dans un état de conservation favorable les types d'habitats et d'espèces concernés, par le biais de mesures réglementaires, administratives ou contractuelles.
Un site Natura 2000 a été défini sur la commune au titre de la « directive Habitats », : 
- « L'Yerres de sa source a Chaumes-en-Brie », d'une superficie de 18 ha, un tronçon de 40 km de l'Yerres qui héberge une faune piscicole et une végétation aquatique devenues rares en Ile-de-France[23],[24].

#### Zones naturelles d'intérêt écologique, faunistique et floristique

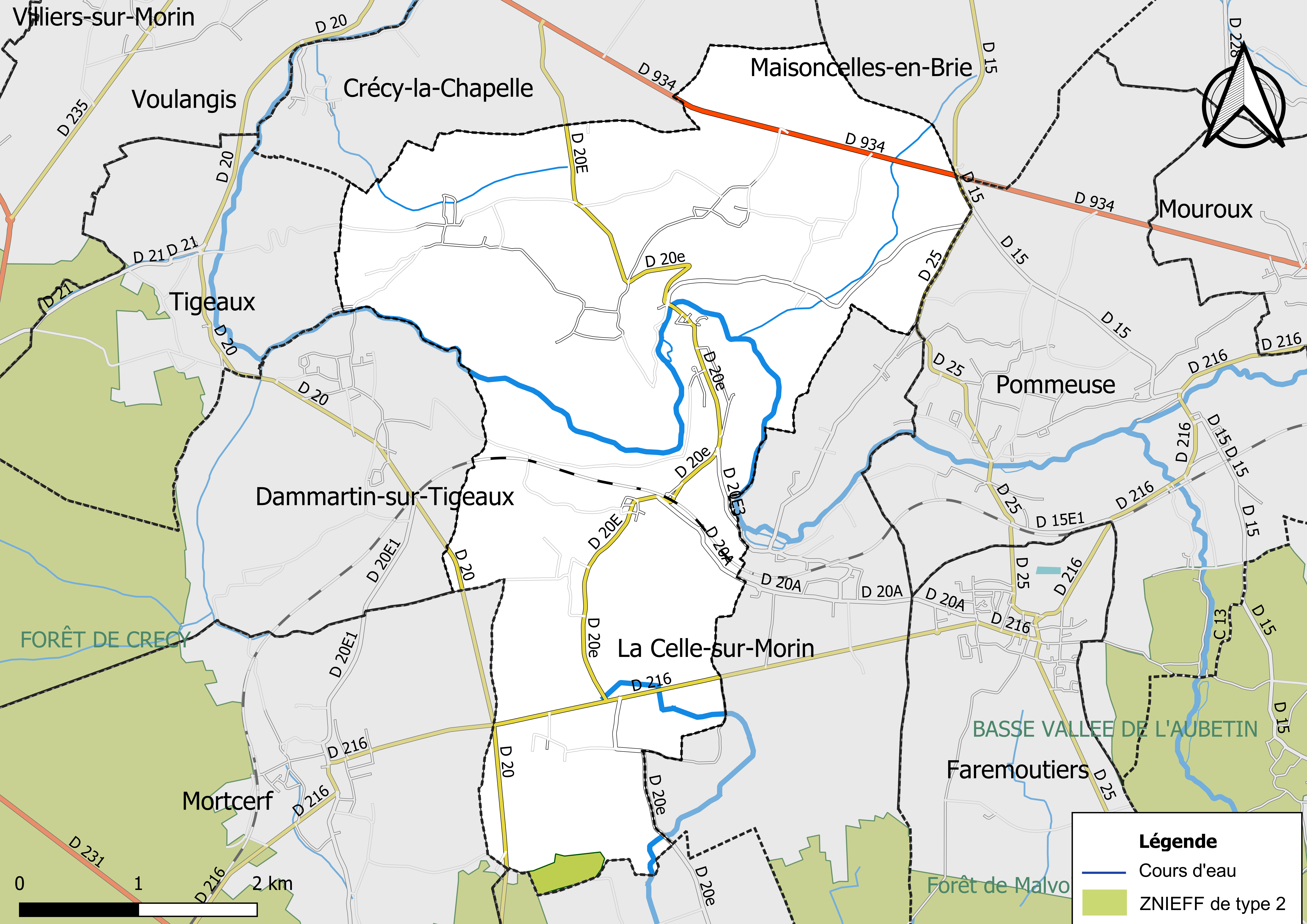
Carte des ZNIEFF de type 2 localisées sur la commune.

L’inventaire des zones naturelles d'intérêt écologique, faunistique et floristique (ZNIEFF) a pour objectif de réaliser une couverture des zones les plus intéressantes sur le plan écologique, essentiellement dans la perspective d’améliorer la connaissance du patrimoine naturel national et de fournir aux différents décideurs un outil d’aide à la prise en compte de l’environnement dans l’aménagement du territoire.
Le territoire communal de Guérard comprend une ZNIEFF de type 2,,, 
la « Forêt de Crécy » (6 897,74 ha), couvrant 17 communes du département.

## Urbanisme

### Typologie
Au 1er janvier 2024, Guérard est catégorisée ceinture urbaine, selon la nouvelle grille communale de densité à sept niveaux définie par l'Insee en 2022.
Elle est située hors unité urbaine. Par ailleurs la commune fait partie de l'aire d'attraction de Paris, dont elle est une commune de la couronne,. Cette aire regroupe 1 929 communes,.

### Lieux-dits et écarts
La commune compte 269 lieux-dits administratifs répertoriés consultables ici (source : le fichier Fantoir).
- Rive droite du Grand Morin :

Montbrieux, le Grand-Lud, Monthérand, le Charnoy, Rouilly-le-Haut, Rouilly-le-Bas.
- Rive gauche du Grand Morin :

Genevray, Courtry, Chaudbuisson, Courbon (partagé avec La Celle-sur-Morin).

### Occupation des sols
L'occupation des sols de la commune, telle qu'elle ressort de la base de données européenne d’occupation biophysique des sols Corine Land Cover (CLC), est marquée par l'importance des territoires agricoles (63,6 % en 2018), en diminution par rapport à 1990 (69,1 %). La répartition détaillée en 2018 est la suivante : 
terres arables (58,2% ), forêts (24,7% ), zones urbanisées (11,3% ), prairies (3,8% ), zones agricoles hétérogènes (1,6% ), zones industrielles ou commerciales et réseaux de communication (0,3 %).
Parallèlement, L'Institut Paris Région, agence d'urbanisme de la région Île-de-France, a mis en place un inventaire numérique de l'occupation du sol de l'Île-de-France, dénommé le MOS (Mode d'occupation du sol), actualisé régulièrement depuis sa première édition en 1982. Réalisé à partir de photos aériennes, le Mos distingue les espaces naturels, agricoles et forestiers mais aussi les espaces urbains (habitat, infrastructures, équipements, activités économiques, etc.) selon une classification pouvant aller jusqu'à 81 postes, différente de celle de Corine Land Cover,,. L'Institut met également à disposition des outils permettant de visualiser par photo aérienne l'évolution de l'occupation des sols de la commune entre 1949 et 2018.

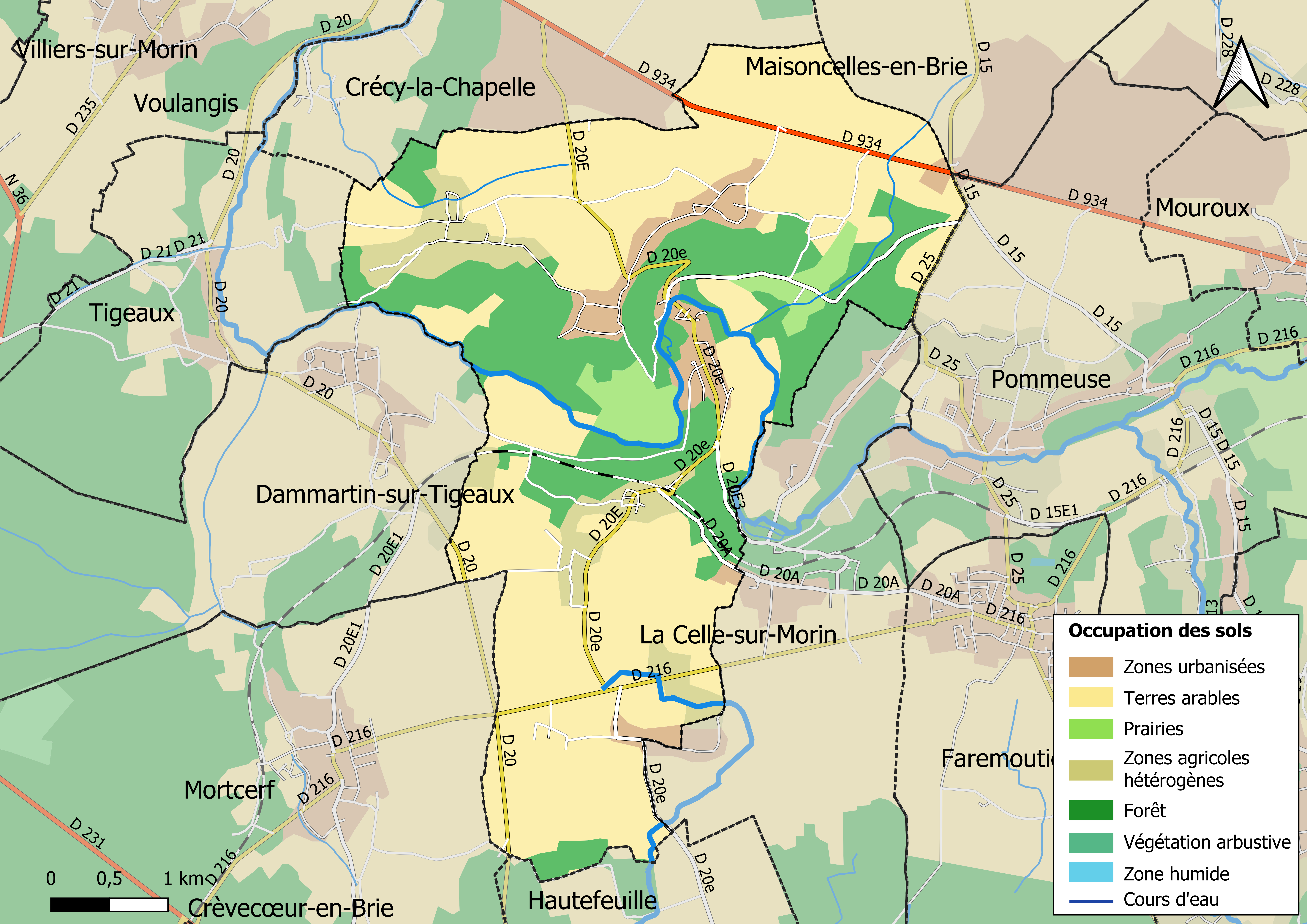
Carte des infrastructures et de l'occupation des sols en 2018 (CLC) de la commune.
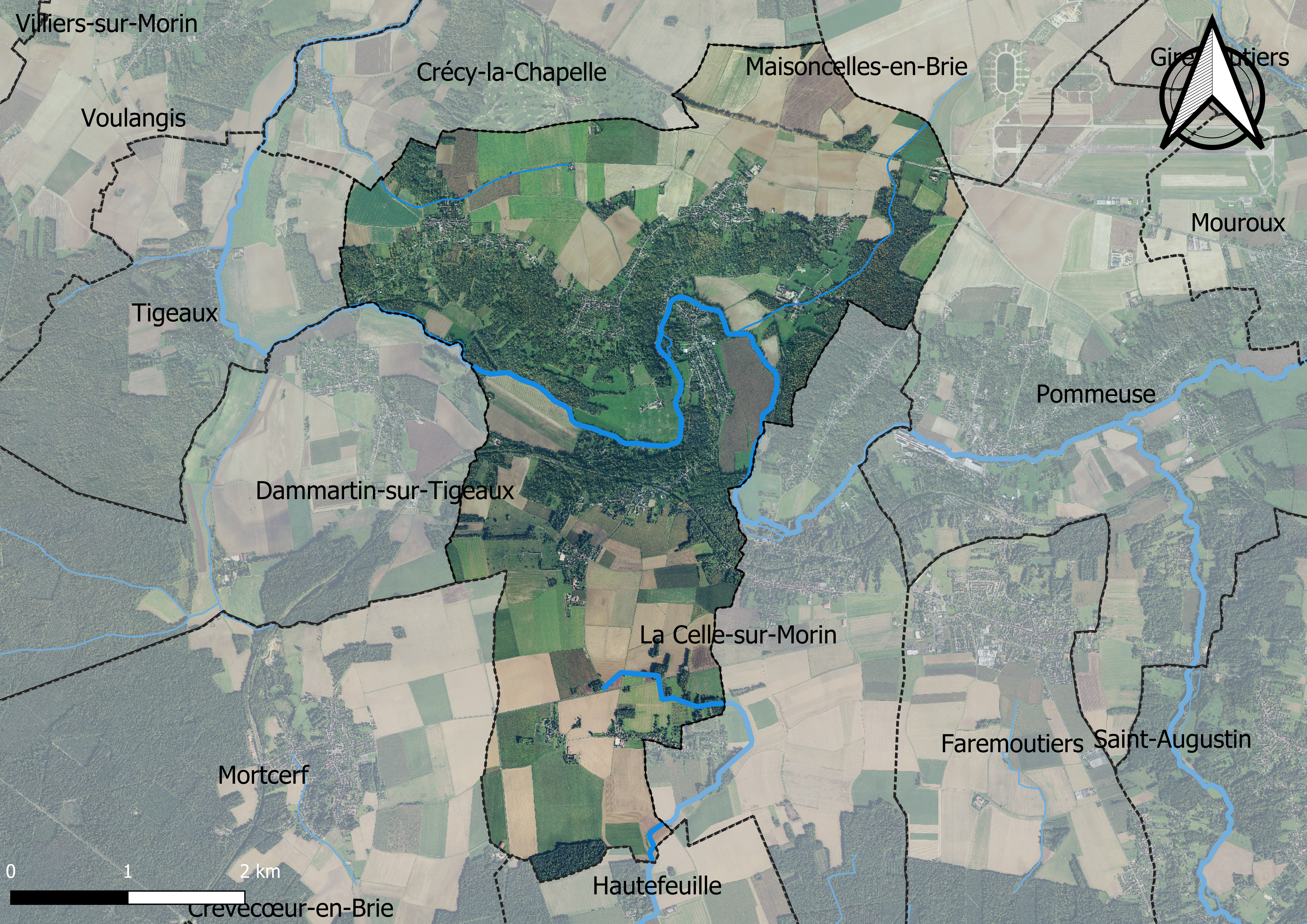
Carte orhophotogrammétrique de la commune.

### Planification
La loi SRU du 13 décembre 2000 a incité les communes à se regrouper au sein d’un établissement public, pour déterminer les partis d’aménagement de l’espace au sein d’un SCoT, un document d’orientation stratégique des politiques publiques à une grande échelle et à un horizon de 20 ans et s'imposant aux documents d'urbanisme locaux, les PLU (Plan local d'urbanisme). La commune est dans le territoire du SCOT du Bassin de vie de Coulommiers, approuvé le 11 juillet 2013 et porté par le syndicat intercommunal d’étude et de programmation (SIEP) de Coulommiers.
La commune disposait en 2019 d'un plan local d'urbanisme en révision. Le zonage réglementaire et le règlement associé peuvent être consultés sur le Géoportail de l'urbanisme.

### Transports et voies de communications
Gare ferroviaire de Guérard - La Celle-sur-Morin de la ligne Paris - Coulommiers (Ligne P du Transilien), au nord du lieu-dit Génevray.

### Logement
En 2017, le nombre total de logements dans la commune était de 1 151 dont 97,5 % de maisons et 2,5 % d'appartements.
Parmi ces logements, 83,6 % étaient des résidences principales, 7,5 % des résidences secondaires et 8,9 % des logements vacants.
La part des ménages fiscaux propriétaires de leur résidence principale s'élevait à 87,7 % contre 9,9 % de locataires et 2,4 % logés gratuitement.

## Toponymie
Le nom de la localité est mentionné sous les formes Villa quae vulgo Wairar nuncupatur en 1045 ; W. de Werardo en 1080 ; Guerardum vers 1107 ; Guerart en 1265 ; Guérat en 1275 ; Parrochia de Gerardo en 1298 ; Guerard en Brye en 1486.
Le toponyme est attesté dès 1045 sous la forme Wairar, puis sous une forme latinisée De Werardo en 1080. Comme c'est parfois le cas, il s'agit d'un nom de personne germanique (Warhard) pris absolument. /w/ a évolué en /g/ en français central. C'est le « Gué d'Evrard » (en latin Vadum Erardi) qui est à l'origine de Guérard.

## Histoire
Le village de Guérard remonte au Moyen Âge.
Dans la nuit du 24 au 25 frimaire an II(14 au 15 décembre 1793), la commune de Guérard fut le théâtre de troubles anti-jacobins. Des Jacobins de la Société Populaire de Guérard furent pris à partie par des individus de Pommeuse et Villeneuve alors qu'ils cheminaient pour aller secourir les Jacobins de Coulommiers aux prises avec des émeutiers. Des natifs de Guérard et d'autres individus aussi venus de Pommeuse et de Villeneuve, voulurent également brûler le registre des Jacobins et s'en prendre à l'ancien curé de la paroisse et à l'épouse de celui-ci.
Le premier maire de Guérard après la loi sur les municipalités de 1789 a été un certain Léauté, jusqu'en 1792, année où il a été remplacé par Pierre Testard.
Sont comparus les Citoyennes Marie Anne Angelique Perot femme Enguerand agée de 23 ans, marie Jeanne Maloteau femme Chenin agée de 31 ans, la citoyenne femme Enguerand prenant la parole au nom des denommés a declarée que dans la nuit du 24 au 25 et la journée du 25, les nommés Cecile Leauté, les filles de la pleche la fille Gaudin, ont dit qu'il falloit tuer les Jacobins et Jacobines, les attacher a l'arbre de la liberté [...] des hommes qui venoient les Secourir [...] brûler les registres de la Société quil alloient la danser qu'il seroient trois mille hommes pour détruire les citoyennes Maloteau ajoutent qu'elles ont dit que ce seroit les hommes de la Villeneuve et de Rouilly le bas qui viendroient la citoyenne Muloteau chenin dit qu'une fille nommé Babet(Nesnard) dite marie machon l'a injuriée grièvement parcqu'elle avoit épousé le cy devant curé de Guérard qui étoit Jacobin, qu'il falloit les attacher tous les deux a l'arbre de la liberté et autres injures que la déposante s'abstient de dire par descence, les deux première deposante déclarent ne savoir signer et les Muloteau ont signés.
Sont comparus les citoyennes Marie aimée Cruel agée de 24 ans et Madelaine Braconnier agée de 19 ans domiciliés en ce bourg. Lesquelles ont déclaré que dans la nuit du 24 au 25 étant sur la place publique de Guérard, elles ont entendu dire que c'était le Citoyen Chemin cy-devant Curé qui etoit la cause de tout le mal qu'on avoit que sis passoit avec sa femme dans Monbrieux ont leur couperoit le cou, la citoyenne Cruel ajoute qu'étant arrivée à Voisin dans la nuit du 24 au 25 elle a entendu dire au plus jeune des fils de Claude Vallet du grand lud quil falloit des'armer les Jacobins , que quand il seroient arrivés à Coulomier on les desarmeroit et qu'on arrangeroit bien les Jacobins et ont signés.
Les Faits de la nuit du 25 au 26 Frimaire An II ne firent qu'un blessé, Denis François LeGrain Sabotier âgé de 39 ans, qui reçut un coup de fourche dans les reins de la part d'un anti-jacobin au cours d'une échauffourée au carrefour de Rouilly-Le-Bas.
Le Comité de surveillance de Guérard s'assembla le 26 Frimaire an II(16 décembre 1793) pour recueillir les témoignages des Jacobins agressés lors des évènements de la nuit du 24 au 25 Frimaire an II. Le procès-verbal des auditions est conservé aux Archives Départementales de Seine-Et-Marne.
La culture de la vigne, très développée au XIXe siècle sur les coteaux du Grand Morin fut décimée par le phylloxéra. Une plaque apposée sur le mur d'une maison du hameau de Monthérand rappelle cet évènement.

## Politique et administration

### Rattachements administratifs et électoraux
La commune se trouve depuis 1951 dans l'arrondissement de Meaux du département de Seine-et-Marne. Pour l'élection des députés, elle fait partie depuis 1988 de la cinquième circonscription de Seine-et-Marne.
La commune fait partie de 1801 à 1951 du canton de Rozay-en-Brie, année où elle intègre le canton de Coulommiers. Dans le cadre du redécoupage cantonal de 2014 en France, elle est désormais intégrée au Fontenay-Trésigny.

### Intercommunalité
La commune était membre fondatrice de la petite communauté de communes de la Brie des moulins créée en 1997.
Dans le cadre des dispositions de la loi portant nouvelle organisation territoriale de la République (Loi NOTRe) du 7 août 2015, qui prévoit que les établissements publics de coopération intercommunale (EPCI) à fiscalité propre doivent avoir un minimum de 15 000 habitants (et 5 000 habitants en zone de montagnes), cette intercommunalité fusionne le 1er janvier 2017 au sein de la communauté de communes du Pays de Coulommiers.
Toutefois, celle-ci souhaitant elle-même  sa fusion avec la communauté de communes du Pays fertois afin d'augmenter les ressources de cette la nouvelle structure, qui prendrait le statut de communauté d'agglomération et bénéficierait à ce titre de dotations plus élevées de l'État, tout en ayant une possibilité de négociation plus équilibrée avec Val d'Europe Agglomération et la communauté d'agglomération du pays de Meaux,.
Cette fusion intervient le 1er janvier 2018 et la commune est désormais membre de la communauté d'agglomération Coulommiers Pays de Brie.

### Liste des maires
| Période                                  | Période                   | Identité                          | Étiquette | Qualité |
| ---------------------------------------- | ------------------------- | --------------------------------- | --------- | --- |
| Les données manquantes sont à compléter. |                           |                                   |           | |
|                                          |                           | Antoine Jules Gorneau des Essarts |           | |
| 1944                                     | mars 1959                 | Fernand Conchon                   | DVD       | Conseiller général de Coulommiers (1958 → 1964) |
| mars 1959                                | mars 1965                 | Léon Mercier                      |           | |
| mars 1965                                | 1975                      | Robert Rousselot                  |           | |
| 1975                                     | mars 1977                 | Henriette Teillard                |           | |
| mars 1977                                | mars 2001                 | Bernard Chapelain                 |           | Entrepreneur de maçonnerie |
| mars 2001                                | mars 2014                 | Jean-Pierre Cé                    | UMP       | Cadre de banque retraité |
| mars 2014                                | En cours (au 3 juin 2020) | Daniel Nalis                      | DVD       | Retraité de l’expertise comptable Président de la CC Brie des Moulins (2014 → 2016) Vice-président de la CC du Pays de Coulommiers (2017 → 2017) Vice-président de la CA Coulommiers Pays de Brie (2018 → ) Réélu pour le mandat 2020-2026, |

### Jumelages
- Hattrop, hameau de la commune de Soest en Allemagne.

## Équipements et services

### Eau et assainissement
L’organisation de la distribution de l’eau potable, de la collecte et du traitement des eaux usées et pluviales relève des communes. La loi NOTRe de 2015 a accru le rôle des EPCI à fiscalité propre en leur transférant cette compétence. Ce transfert devait en principe être effectif au 1er janvier 2020, mais la loi Ferrand-Fesneau du 3 août 2018 a introduit la possibilité d’un report de ce transfert au 1er janvier 2026,.

#### Assainissement des eaux usées
En 2020, la gestion du service d'assainissement collectif de la commune de Guérard est assurée par la communauté d'agglomération Coulommiers Pays de Brie (CACPB) pour la collecte, le transport et la dépollution. Ce service est géré en délégation par une entreprise privée, dont le contrat arrive à échéance le 30 novembre 2020,,.
L’assainissement non collectif (ANC) désigne les installations individuelles de traitement des eaux domestiques qui ne sont pas desservies par un réseau public de collecte des eaux usées et qui doivent en conséquence traiter elles-mêmes leurs eaux usées avant de les rejeter dans le milieu naturel. La communauté d'agglomération Coulommiers Pays de Brie (CACPB) assure pour le compte de la commune le service public d'assainissement non collectif (SPANC), qui a pour mission de vérifier la bonne exécution des travaux de réalisation et de réhabilitation, ainsi que le bon fonctionnement et l’entretien des installations,.

#### Eau potable
En 2020, l'alimentation en eau potable est assurée par  le SMAAEP de Crécy_Boutigny et Environs qui en a délégué la gestion à l'entreprise Veolia, dont le contrat expire le 31 décembre 2025,,.
Les nappes de Beauce et du Champigny sont classées en zone de répartition des eaux (ZRE), signifiant un déséquilibre entre les besoins en eau et la ressource disponible. Le changement climatique est susceptible d’aggraver ce déséquilibre. Ainsi afin de renforcer la garantie d’une distribution d’une eau de qualité en permanence sur le territoire du département, le troisième Plan départemental de l’eau signé, le 3 octobre 2017, contient un plan d’actions afin d’assurer avec priorisation la sécurisation de l’alimentation en eau potable des Seine-et-Marnais. A cette fin a été préparé et publié en décembre 2020 un schéma départemental d’alimentation en eau potable de secours dans lequel huit secteurs prioritaires sont définis. La commune fait partie du secteur Meaux.

## Population et société

### Démographie
L'évolution du nombre d'habitants est connue à travers les recensements de la population effectués dans la commune depuis 1793. Pour les communes de moins de 10 000 habitants, une enquête de recensement portant sur toute la population est réalisée tous les cinq ans, les populations de référence des années intermédiaires étant quant à elles estimées par interpolation ou extrapolation. Pour la commune, le premier recensement exhaustif entrant dans le cadre du nouveau dispositif a été réalisé en 2004.

En 2022, la commune comptait 2 669 habitants, en évolution de +11,12 % par rapport à 2016 (Seine-et-Marne : +3,92 %, France hors Mayotte : +2,11 %).
| 1793  | 1800  | 1806  | 1821  | 1831  | 1836  | 1841  | 1846  | 1851  |
| ----- | ----- | ----- | ----- | ----- | ----- | ----- | ----- | ----- |
| 1 653 | 1 851 | 1 893 | 1 874 | 1 977 | 1 922 | 1 859 | 1 805 | 1 792 |

| 1856  | 1861  | 1866  | 1872  | 1876  | 1881  | 1886  | 1891  | 1896  |
| ----- | ----- | ----- | ----- | ----- | ----- | ----- | ----- | ----- |
| 1 626 | 1 662 | 1 601 | 1 481 | 1 489 | 1 427 | 1 416 | 1 278 | 1 246 |

| 1901  | 1906  | 1911  | 1921 | 1926  | 1931  | 1936 | 1946 | 1954 |
| ----- | ----- | ----- | ---- | ----- | ----- | ---- | ---- | ---- |
| 1 206 | 1 203 | 1 137 | 979  | 1 023 | 1 022 | 936  | 930  | 926  |

| 1962 | 1968 | 1975  | 1982  | 1990  | 1999  | 2004  | 2006  | 2009  |
| ---- | ---- | ----- | ----- | ----- | ----- | ----- | ----- | ----- |
| 879  | 913  | 1 022 | 1 422 | 1 781 | 1 970 | 2 103 | 2 121 | 2 241 |

| 2014  | 2019  | 2022  | - | - | - | - | - | - |
| ----- | ----- | ----- | - | - | - | - | - | - |
| 2 303 | 2 621 | 2 669 | - | - | - | - | - | - |

### Enseignement
L'école historique de la commune date de 1905. Son remplacement était envisagé en 2002 à l'échéance 2005.
L'école maternelle date de 1998.

### Police - Gendarmerie
Guérard dépend[Quand ?] de la brigade territoriale autonome de la gendarmerie nationale de Mortcerf.

### Sapeurs-Pompiers
Guérard dépend[Quand ?] du centre d'intervention et de secours de Faremoutiers.

## Économie

### Revenus de la population et fiscalité
En 2019, le nombre de ménages fiscaux de la commune était de 1 005 (dont 78 % imposés), représentant 2 689 personnes et la  médiane du revenu disponible par unité de consommation  de 27 290 euros, le 1er décile étant de 16 540 euros avec un rapport interdécile de 2,7.

### Emploi
En 2018, le nombre total d’emplois dans la zone était de 211, occupant 1 281 actifs  résidants (dont 9 % dans la commune de résidence et 91 % dans une commune autre que la commune de résidence).
Le taux d'activité de la population (actifs ayant un emploi) âgée de 15 à 64 ans s'élevait à 76,5 % contre un taux de chômage de 5,9 %. 
Les 17,5 % d’inactifs se répartissent de la façon suivante : 8,3 % d’étudiants et stagiaires non rémunérés, 5,2 % de retraités ou préretraités et 4,1 % pour les autres inactifs.

### Secteurs d'activité

#### Entreprises et commerces
Au 31 décembre 2019, le nombre d’unités légales (activités marchandes hors agriculture) par secteur d'activité était de 196 dont 
8 dans l’industrie manufacturière, industries extractives et autres, 29 dans la construction, 38 dans le commerce de gros et de détail, transports, hébergement et restauration, 9 dans l’Information et communication, 3 dans les activités financières et d'assurance, 12 dans les activités immobilières, 51 dans les activités spécialisées, scientifiques et techniques et activités de services administratifs et de soutien, 32 dans l’administration publique, enseignement, santé humaine et action sociale et 14 étaient relatifs aux autres activités de services.
En 2021, 33 entreprises ont été créées sur le territoire de la commune, dont 25 individuelles.
Au 1er janvier 2022, la commune ne disposait pas d’hôtel et de terrain de camping.

#### Agriculture
Guérard est dans la petite région agricole dénommée les « Vallées de la Marne et du Morin », couvrant les vallées des deux rivières, en limite de la Brie. En 2010, l'orientation technico-économique de l'agriculture sur la commune est la culture de céréales et d'oléoprotéagineux (COP).
Si la productivité agricole de la Seine-et-Marne se situe dans le peloton de tête des départements français, le département enregistre un double phénomène de disparition des terres cultivables (près de 2 000 ha par an dans les années 1980, moins dans les années 2000) et de réduction d'environ 30 % du nombre d'agriculteurs dans les années 2010. Cette tendance se retrouve au niveau de la commune où le nombre d’exploitations est passé de 20 en 1988 à 6 en 2010. Parallèlement, la taille de ces exploitations augmente, passant de 51 ha en 1988 à 161 ha en 2010.
Le tableau ci-dessous présente les principales caractéristiques des exploitations agricoles de Guérard, observées sur une période de 22 ans : 
|                                      | 1988  | 2000 | 2010 |
| ------------------------------------ | ----- | ---- | ---- |
| Dimension économique,                |       |      |      |
| Nombre d’exploitations (u)           | 20    | 13   | 6    |
| Travail (UTA)                        | 24    | 17   | 14   |
| Surface agricole utilisée (ha)       | 1 020 | 901  | 966  |
| Cultures                             |       |      |      |
| Terres labourables (ha)              | 928   | 749  | 838  |
| Céréales (ha)                        | 647   | 528  | 571  |
| dont blé tendre (ha)                 | 441   | 401  | 375  |
| dont maïs-grain et maïs-semence (ha) | 158   | 99   | 132  |
| Tournesol (ha)                       | 81    |      |      |
| Colza et navette (ha)                | s     | 42   | s    |
| Élevage                              |       |      |      |
| Cheptel (UGBTA)                      | 217   | 381  | 216  |

## Culture locale et patrimoine

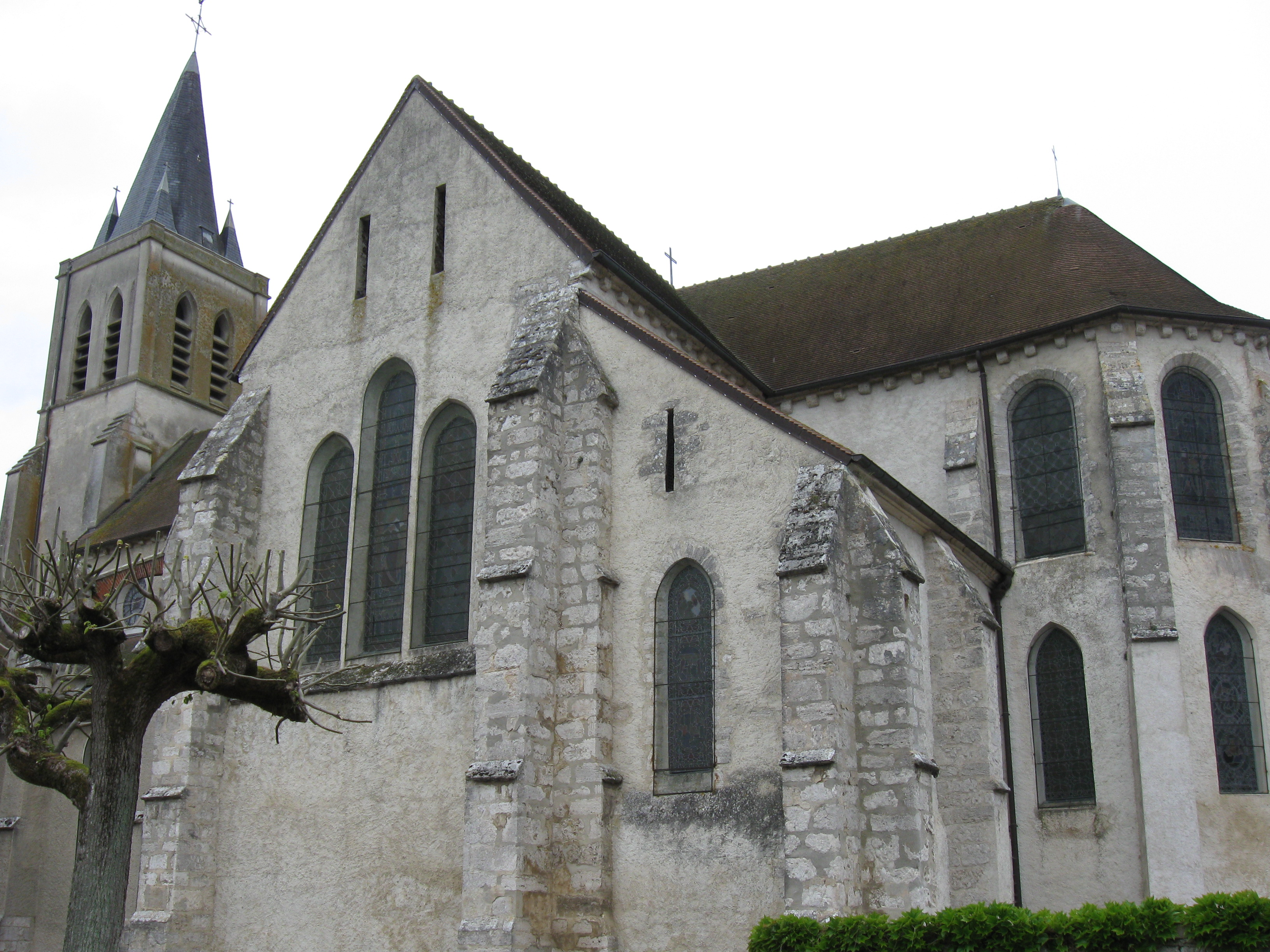
L'église Saint-Georges.

### Monuments et lieux remarquables
La commune ne compte pas de monument répertorié à l'inventaire des monuments historiques (Base Mérimée).

### Autres lieux et monuments
- Église Saint-Georges, XIIe et XVIe siècles. La nef a été entièrement reconstruite au XIXe siècle avec des vitraux de Charles Lévêque (?-1889), un maître-verrier de Beauvais, restaurés en 2000.
- Moulin, du XIXe siècle.
- Domaine de Rouilly le Bas (ancien Château de Guérard), construit en 1854[77].
- La commune est traversée par les sentiers de grande randonnée GR 1 et GR 14, ainsi que par le GR du Pays des Morins.

### Personnalités liées à la commune
Le musicien, auteur, compositeur et interprète Matthieu Chedid (-M-) réside et travaille dans la commune, où il a installé un studio d'enregistrement.